# Cape Auguet
Cape Auguet är en udde i Kanada.   Den ligger i provinsen Nova Scotia, i den östra delen av landet, 1 100 km öster om huvudstaden Ottawa.
Terrängen inåt land är platt. Havet är nära Cape Auguet söderut. Trakten är glest befolkad. Närmaste större samhälle är Canso, 14,8 km söder om Cape Auguet. 